# Шјауљајски округ
Шјауљајски округ (лет. Šiaulių apskritis) је округ на северу републике Литваније. Управно средиште округа је истоимени град. Округ припада литванској историјској покрајини Аукштајтији.
Површина округа је 8.540 km², а број становника у 2008. био је 349.876.

## Положај
Шјауљајски округ је округ у унутрашњости Литваније. То је и погранични округ према Летонији на северу. На истоку се округ граничи са округом Паневежис, на југу са округом Каунас, на југозападу са округом Таураге и на западу са округом Телшјај.

## Општине
- Акмене
- Јонишкис
- Келме
- Пакруојис
- Радвилишкис
- Шјауљај (град)
- Шјауљај